# ماكس قود
ماكس قود (بالإنجليزية: Max Good)‏ هو مدرب كرة سلة أمريكي، ولد في 16 يوليو 1941.

## وصلات خارجية
- الموقع الرسمي